# Моррис, Крис
Крис Мо́ррис (англ. Christopher Barry Morris, 24 декабря 1963, Ньюки) — ирландский футболист, защитник.
Прежде всего известен выступлениями за клубы «Шеффилд Уэнсдей», «Селтик» и «Мидлсбро», а также за национальную сборную Ирландии.

## Клубная карьера
Во взрослом футболе дебютировал в 1983 году по выступлениям за команду «Шеффилд Уэнсдей», в которой провёл четыре сезона, приняв участие в 74 матчах чемпионата.
Своей игрой за эту команду привлёк внимание представителей тренерского штаба клуба «Селтик», к составу которого присоединился в 1987 году. Сыграл за команду из Глазго следующие шесть сезонов своей игровой карьеры. Большинство времени, проведённого в составе «Селтика», был основным игроком защиты команды.
В 1993 году перешёл в клуб «Мидлсбро», за который отыграл 4 сезона. Играя в составе «Мидлсбро» также выходил на поле в основном составе команды. Завершил профессиональную карьеру футболиста выступлениями за команду «Мидлсбро» в 1997 году.

## Выступления за сборную
В 1987 году дебютировал в официальных матчах в составе национальной сборной Ирландии. В течение карьеры в национальной команде, которая длилась 6 лет, провёл в форме главной команды страны 35 матчей.
В составе сборной был участником чемпионата Европы 1988 года в ФРГ и чемпионата мира 1990 года в Италии.